# Pole widzenia
Pole widzenia – “przestrzenny obszar wrażeń wzrokowych obserwowalnych w introspektywnych eksperymentach psychologicznych" lub, innymi słowy, obszar widziany przez nieporuszające się oko. Pojęcie używane w okulistyce i zoologii.
W literaturze anglojęzycznej istnieje rozróżnienie na pole widzenia (ang. field of view), termin stosowany w odniesieniu do instrumentów optycznych i sensorów, oraz pole wzrokowe (ang. visual field), używane w kontekście żywych organizmów (szczególnie człowieka).
W optometrii, oftalmologii i neurologii stosuje się badanie pola widzenia w celu określenia, czy pole widzenia jest zmienione na skutek zaburzeń takich jak mroczki, rozmaite wady wzroku, czy spadek wrażliwości receptorów siatkówki.
W przypadku przyrządów optycznych pole widzenia to kąt bryłowy w zakresie którego detektor jest czuły na promieniowanie.

## Normalny zasięg

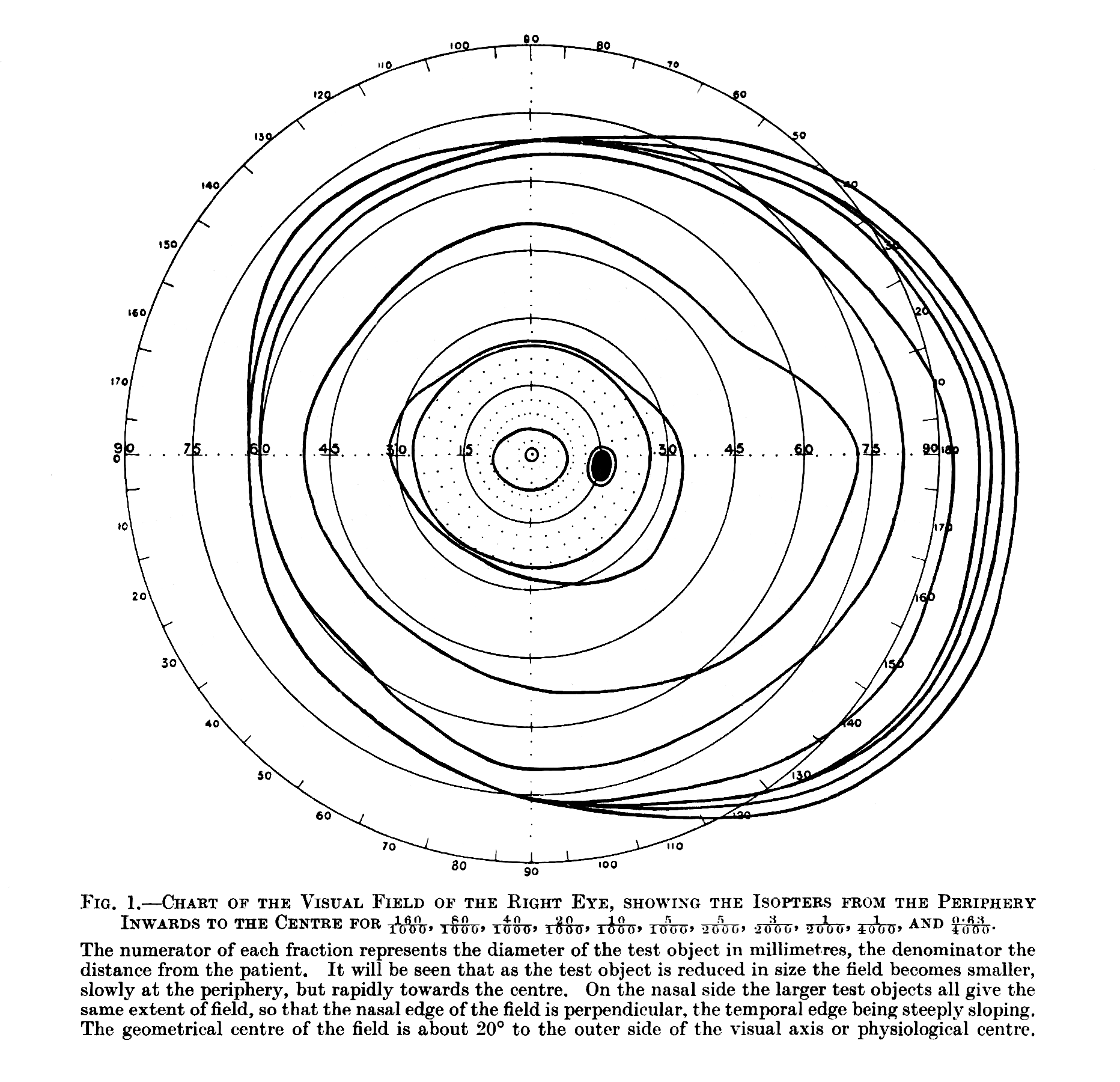
Klasyczne przedstawienie kształtu i rozmiaru pola widzenia z książki “Clinical Perimetry” autorstwa Harry’ego Moss Traquaira (1938). Wyraźnie widać, że boczne pole widzenia jest większe niż 90°.

Normalne (jednooczne) pole widzenia u człowieka sięga w płaszczyźnie poziomej od około 60° w kierunku nosa do 107° w kierunku bocznym oraz w płaszczyźnie pionowej od około 70° w górę do około 80° w dół. Dwuoczne pole widzenia jest efektem nałożenia dwóch obrazów powstałych niezależnie w każdym oku. W polu dwuocznym, obszar na lewo od osi pionowej dzielące pole wzrokowe nazywany jest lewym polem wzrokowym (które położone jest w kierunku bocznym dla lewego oka, natomiast w kierunku nosowym dla oka prawego), natomiast obszar po przeciwnej stronie nazywany jest prawym polem wzrokowym. Cztery obszary wyznaczone przez osie pionową i poziomą nazywane są odpowiednio górnym/dolnym prawym/lewym kwadrantem. W Wielkiej Brytanii by uzyskać prawo jazdy należy mieć pole widzenia rozciągające się przynajmniej na 60° w obie strony od osi pionowej i na 20° powyżej i poniżej osi poziomej. Plamka żółta odpowiada centralnym 17° pola widzenia, dołek środkowy siatkówki centralnym 5,2° natomiast dołeczek środkowy (foveola) zajmuje centralne 1-1,2°.

## Metody badań
Badanie pola widzenia przeprowadza się stosując dwie podstawowe metody:
- perymetria – rzutowanie siatkówki na wewnętrzną powierzchnię kulistą,
- kampimetria – rzutowanie siatkówki na powierzchnię płaską.

Można wyróżnić perymetrię kinetyczną, w której plamki światła są rzutowane na wklęsłą białą powierzchnię sferyczną a następnie przesuwane powoli do środka, póki badany ich nie zaobserwuje, oraz perymetrię statyczną, w której plamki światła są wyświetlane ze wzrastającą intensywnością w stałych punktach sfery, póki nie zostaną zaobserwowane przez badanego. Do popularnie używanych perymetrów należą automatyczne urządzenia takie jak Humphrey Field Analyzer, Heidelberg Edge Perimeter czy Oculus.
Najczęściej używa się plamek świetlnych testujących centralne 24-30° pola widzenia. Większość perymetrów jest w stanie badać do 90° pola widzenia.
Inna metoda polega na tym, że osoba badająca umieszcza 1, 2 lub 5 palców w każdym z kwadrantów i w centrum pola widzenia pacjenta z zasłoniętym jednym okiem. Jeśli pacjent jest w stanie podać poprawna liczbę palców określa się to pełna zdolnością liczenia palców (ang. full to finger counting, FTFC). Plamka ślepa może być łatwo wykryta poprzez podobną metodę, opartą na przesuwaniu niewielkiego obiektu pomiędzy pacjentem a osobą badającą.

## Ubytki pola widzenia
Ubytki w polu widzenia mogą wystąpić w następstwie chorób i zaburzeń funkcjonowania oka, nerwu wzrokowego lub mózgu.
Klasycznie wyróżnia się cztery podstawowe typy ubytków pola widzenia:
- horyzontalne uszkodzenie pola – utrata widzenia powyżej lub poniżej osi poziomej (przeważnie spowodowane zaburzeniami w budowie lub funkcjonowaniu oka)
- hemianopia heteronomiczna – utrata widzenia w obu bocznych lub obu nosowych połowach pola widzenia
- hemianopia homonimiczna – utrata widzenia w obu lewych lub obu prawych połowach pola widzenia (przeważnie spowodowana zaburzeniami w nerwach znajdujących się za skrzyżowaniem wzrokowym)
- mroczek centralny – ubytek w centralnej części pola widzenia.

Rożne zaburzenia neurologiczne powodują charakterystyczne typy ubytków pola widzenia, takie jak hemianopia lub kwadrantanopia.

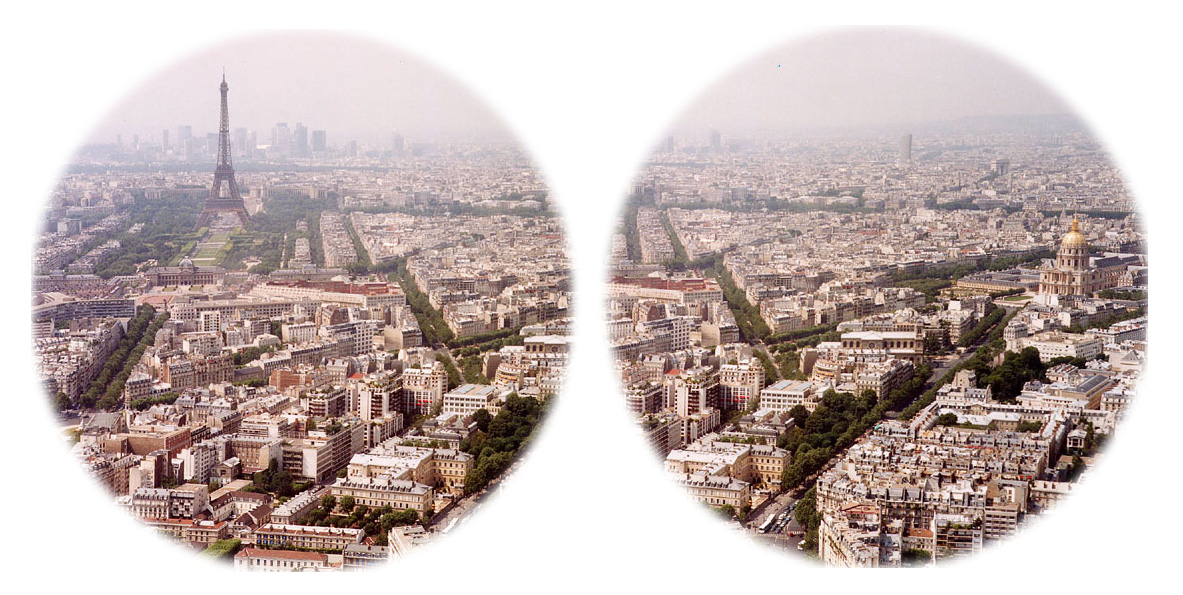
Panorama Paryża widziana bez zaburzeń pola widzenia
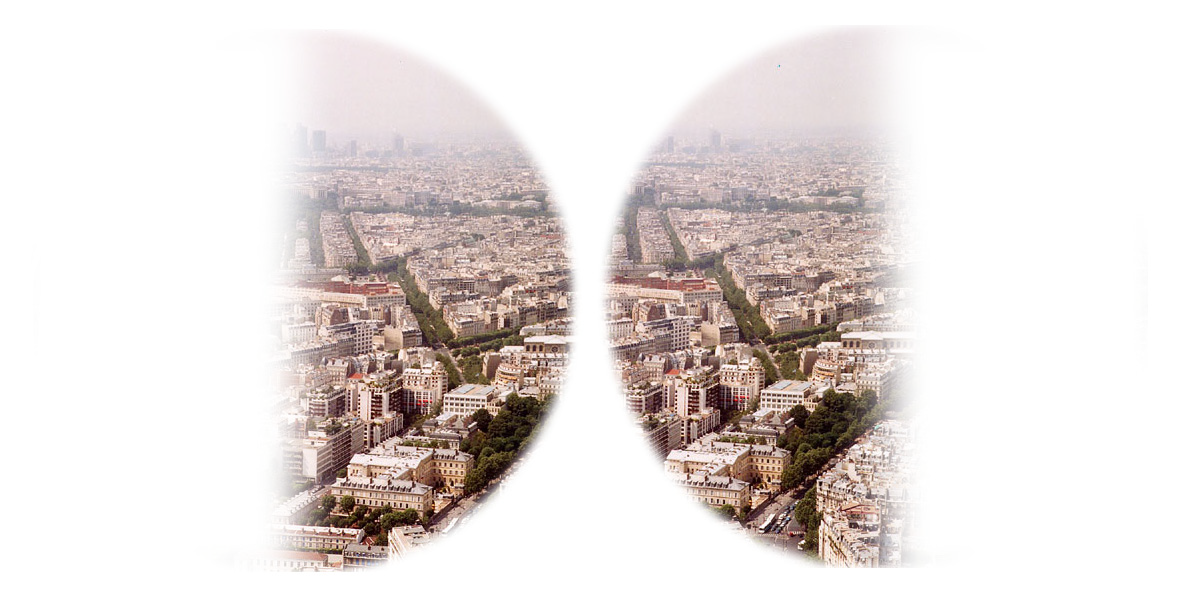
Panorama Paryża widziana z hemianopią heteronomiczną boczną
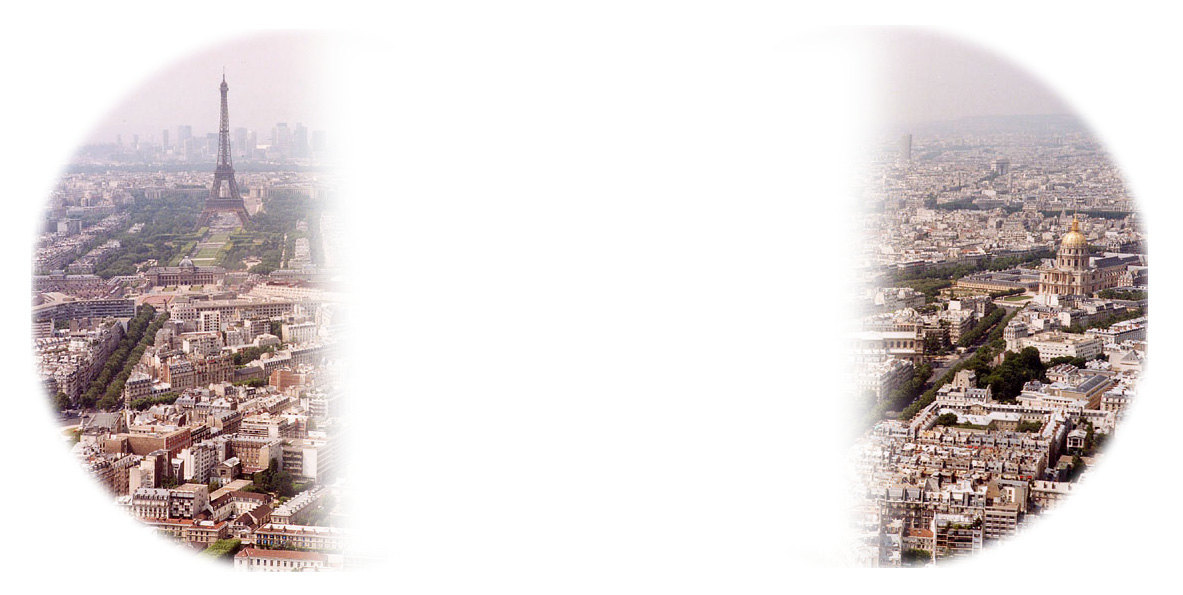
Panorama Paryża widziana z hemianopią heteronomiczną nosową
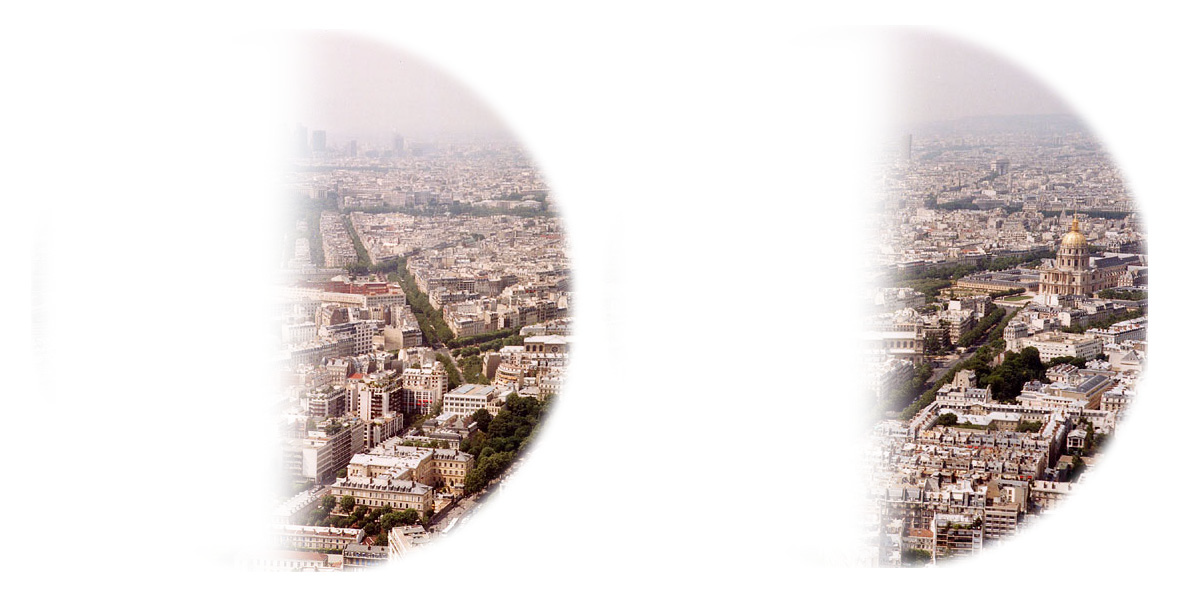
Panorama Paryża widziana z hemianopią homonimiczną lewostronną
Panorama Paryża widziana z hemianopią homonimiczną prawostronną

## Zoologia

Pola widzenia gołębia i sowy

Przy opisie pola widzenia podaje się wartość dla widzenia obuocznego i jednoocznego. Zakresy te zależą bezpośrednio od umiejscowienia oczu (z boku lub z przodu głowy), kształtu gałki ocznej oraz są związane z trybem życia zwierzęcia.
- Kot (drapieżnik) – szerokie obuoczne i wąskie jednooczne,
- Królik (roślinożerca) – wąskie obuoczne (również z tyłu) i szerokie jednooczne[2]

Szerokie pole widzenia umożliwia obserwacje otoczenia natomiast stereoskopowe widzenie pozwala na ocenę odległości. Pole widzenia jest charakterystyczne dla poszczególnych zwierząt. Przykłady pokazuje tabela:
| Organizm       | Pole widzenia                                                                           | Pole widzenia | Pole widzenia |
| Organizm       | ogółem                                                                                  | stereoskopowe | ostre         |
| -------------- | --------------------------------------------------------------------------------------- | ------------- | ------------- |
| kaczka, królik | 360°                                                                                    | brak danych   | brak danych   |
| jastrzębie     | 300°                                                                                    | 60–70°        | brak danych   |
| ssaki, ryby    | 300–320°                                                                                | 15–25°        | brak danych   |
| koń            | 2×146° (jednooczne) +65° (maksymalne dwuoczne) = 357° = 360°-3° (obszar ślepy za głową) | 55–65°        | brak danych   |
| kot            | 2×30°+140° = 200°                                                                       | 140°          | brak danych   |
| pies           | 2×90+60 = 240° = 360–120                                                                | 30 do 60°     | brak danych   |
| człowiek       | 240° lub 180°                                                                           | 100° lub 140° | < 15°         |

U części zwierząt występują obszary ślepe, na przykład u konia znajdują się one za głową, tuż nad czołem, pod nosem.